# Минтер, Келли Джо
Келли Джо Минтер (англ. Kelly Jo Minter; род. 24 сентября 1966, Северный Трентон, Нью-Джерси, США) — американская актриса и бывшая фотомодель. Наиболее известна по роли Ивонн Миллер в фильме «Кошмар на улице Вязов 5: Дитя сна».

## Карьера
В 1987 сыграла роль Дэниз Грин в культовом фильме «Летняя школа», за которую была номинирована на кинопремию NAACP Image Award.
Также она играла в известных фильмах ужасов, таких как «Пропащие ребята», «Кошмар на улице Вязов 5» и «Люди под лестницей».
С 2004 начала проектировать дизайн дамских сумочек в качестве хобби, но затем взялась за дело всерьёз и создала свою коллекцию под названием KJO Los Angeles.

## Фильмография
| Год  |     | Русское название                            | Оригинальное название                      | Роль                                |
| ---- | --- | ------------------------------------------- | ------------------------------------------ | ----------------------------------- |
| 1985 | ф   | Маска                                       | Mask                                       | Лорри                               |
| 1987 | ф   | Летняя школа                                | Summer School                              | Дэниз Грин                          |
| 1987 | ф   | Пропащие ребята                             | The Lost Boys                              | Мария                               |
| 1987 | ф   | Директор                                    | The Principal                              | Трина Лестер                        |
| 1988 | ф   | Волшебная миля                              | Miracle Mile                               | Шарлотта                            |
| 1989 | ф   | Кошмар на улице Вязов 5: Дитя сна           | A Nightmare on Elm Street: The Dream Child | Ивонн Миллер                        |
| 1989 | ф   | Преследователь кошек                        | Cat Chaser                                 | Лорет                               |
| 1990 | ф   | Домашняя вечеринка                          | House Party                                | ЛаДонна                             |
| 1991 | ф   | Нью-Джек-Сити                               | New Jack City                              | бывшая наркоманка                   |
| 1991 | ф   | Попкорн                                     | Popcorn                                    | Шерил                               |
| 1991 | ф   | Во имя справедливости                       | Out for Justice                            | проститутка                         |
| 1991 | ф   | Доктор Голливуд                             | Doc Hollywood                              | Малреди                             |
| 1991 | ф   | Люди под лестницей                          | The People Under The Stairs                | Руби Уильямс                        |
| 1996 | ф   | Жена богача                                 | The Rich Man's Wife                        | проститутка                         |
| 1997 | ф   | Спецназ                                     | Dead Men Can't Dance                       | сержант Крисси Брукс                |
| 2001 | тф  | Незнакомец внутри                           | Stranger Inside                            | женщина на сеансе групповой терапии |
| 2008 | с   | Зоуи 101                                    | Zoey 101                                   | Карен                               |
| 2010 | док | Больше никогда не спи: Наследие улицы Вязов | Never Sleep Again: The Elm Street Legacy   | в роли самой себя (Ивонн Миллер)    |